# Test Valley
Test Valley es un distrito no metropolitano con el estatus de municipio en el condado de Hampshire (Inglaterra). Fue constituido el 1 de abril de 1974 bajo la Ley de Gobierno Local de 1972 como una fusión de los antiguos municipios de Andover y Romsey, y los distritos rurarales de Andover y Romsey and Stockbridge.

## Geografía
Según la Oficina Nacional de Estadística británica, Test Valley tiene una superficie de 627,58 km².

## Demografía
Según el censo de 2001, Test Valley tenía 109 801 habitantes (49,1% varones, 50,9% mujeres) y una densidad de población de 174,96 hab/km². El 20,97% eran menores de 16 años, el 71,94% tenían entre 16 y 74, y el 7,1% eran mayores de 74. La media de edad era de 38,89 años. 
Según su grupo étnico, el 97,93% de los habitantes eran blancos, el 0,65% mestizos, el 0,74% asiáticos, el 0,2% negros, el 0,34% chinos, y el 0,14% de cualquier otro. La mayor parte (93,99%) eran originarios del Reino Unido. El resto de países europeos englobaban al 2,86% de la población, mientras que el 0,85% había nacido en África, el 1,4% en Asia, el 0,49% en América del Norte, el 0,07% en América del Sur, el 0,31% en Oceanía, y el 0,03% en cualquier otro lugar. El cristianismo era profesado por el 78,11%, el budismo por el 0,14%, el hinduismo por el 0,23%, el judaísmo por el 0,11%, el islam por el 0,32%, el sijismo por el 0,25%, y cualquier otra religión por el 0,3%. El 14,2% no eran religiosos y el 6,35% no marcaron ninguna opción en el censo.
El 39,55% de los habitantes estaban solteros, el 46,2% casados, el 1,91% separados, el 6,42% divorciados y el 5,92% viudos. Había 44 134 hogares con residentes, de los cuales el 24,31% estaban habitados por una sola persona, el 7,99% por padres solteros con o sin hijos dependientes, el 65,83% por parejas (56,6% casadas, 9,23% sin casar) con o sin hijos dependientes, y el 1,87% por múltiples personas. Además, había 865 hogares sin ocupar y 205 eran alojamientos vacacionales o segundas residencias.